# Coccophagus viator
Coccophagus viator är en stekelart som beskrevs av Sugonjaev 1960. Coccophagus viator ingår i släktet Coccophagus och familjen växtlussteklar. Inga underarter finns listade i Catalogue of Life.